# Monumento a los soldados de Winchester
El Monumento a los soldados de Winchester es un monumento de guerra histórico ubicado en un entorno similar a un parque al final de la calle Crown en el área de Winsted del pueblo de Winchester, en el estado de Connecticut (Estados Unidos). Construido en 1889-1890, conmemora a los participantes de la comunidad en la guerra de Secesión. Es uno de los monumentos conmemorativos de ese conflicto más elaborados arquitectónicamente de Connecticut. Fue incluido en el Registro Nacional de Lugares Históricos en 1984. 

## Descripción e historia
El monumento está ubicado en un área residencial al norte del área comercial de la calle Main de Winsted, en el extremo sur de la calle Crown. El parque en el que se encuentra se encuentra en la cima de una colina circular, que tiene césped hasta el camino del parque, senderos y algunos árboles. Un muro de contención de piedra bajo bordea el área de estacionamiento en la calle Crown. Un arco de entrada cuadrado con remate almenado da acceso a uno de los caminos que conducen al monumento principal.
La estructura principal es una torre de tres niveles construida con sillares de granito de una cantera local y tiene una planta cuadrada. Sus muros se inclinan hacia el interior en el nivel inferior para finalmente enderezarse y están coronados por almenas. En una esquina, una torre circular se proyecta desde el tercer nivel, rematado por una figura de bronce de un soldado. Tiene una sola entrada por una cara, con una ventana en cada una de las fachadas del primer piso y dos en cada uno de los niveles superiores. La altura total de la torre es de 13,4 m.
El monumento se completó en 1890 con un diseño de Robert Hill de Waterbury; la figura de bronce fue diseñada por George Bissell. Originalmente, en el interior se iba a instalar una escalera de hierro, pero esto nunca ocurrió debido a un desacuerdo con el contratista, y en su lugar se instaló una escalera de madera (con la intención de ser temporal). Los fondos para la construcción del monumento fueron recaudados por el capítulo local del Gran Ejército de la República. En 1977–78, se instaló una fuente de agua cerca de la torre, diseñada por Andrew Coppola, un escultor de Hartford.